# Internationaler König-Faisal-Preis
Der Internationale König-Faisal-Preis (englisch King Faisal International Prize; arabisch جائزة الملك فيصل العالمية, DMG Ǧāʾizat al-Malik Faiṣal al-ʿālamīya) ist ein internationaler, von der König-Faisal-Stiftung (King Faisal Foundation, gegründet 1976) in mehreren Sparten vergebener Preis. Mit ihm werden Verdienste um den Islam, Islamwissenschaft, arabische Sprache und Literatur, Medizin und Wissenschaft gewürdigt. Er wurde 1977 gestiftet und ist zu Ehren von König Faisal ibn Abd al-Aziz von Saudi-Arabien benannt, dem Sohn des Staatsgründers. Der jährlich verliehene Preis ist mit einer Goldmedaille, einer Urkunde in Diwani und einem Preisgeld von 200.000 Dollar verbunden. Er wird in einer feierlichen Zeremonie in Riad vom König von Saudi-Arabien verliehen.
In den einzelnen Sparten werden in manchen Jahren auch gar keine Preise vergeben.
Zu den Preisträgern für „Verdienste um den Islam“ zählen Recep Tayyip Erdoğan (2010), die Könige Chalid ibn Abd al-Aziz, Fahd ibn Abd al-Aziz und Abdullah ibn Abd al-Aziz, der Franzose Roger Garaudy und auch verschiedene Institutionen. 2015 wurde der salafistische Fernsehprediger Zakir Naik mit diesem Preis ausgezeichnet.
Zu den Preisträgern in Islamwissenschaft (Islamic Studies) zählt der in Deutschland emeritierte türkische Orientalist Fuat Sezgin (1979) und 2007 Roshdi Rashed.

## Preisträger Verdienste um den Islam
- 1979 Abū l-Aʿlā Maudūdī (1903–1979), Gründer von Jamaat-e-Islami
- 1980 Mohammad Natsir (1908–1993, Premierminister von Indonesien), Scheich Sayyid Abul-Hasan Ali Al-Hasani Al-Nadawi
- 1981 König Chalid ibn Abd al-Aziz
- 1982 Scheich Abd al-Aziz ibn Baz (1910–1999), Groß-Mufti von Saudi-Arabien, Präsident der Universität von Medina
- 1983 Prinz Tunku Abd Al-Rahman, Scheich Hasanein Mohammad Makhlouf (* 1890), ägyptischer Gelehrter an der Al-Azhar, Richter und zweimal Mufti von Ägypten
- 1984 König Fahd ibn Abd al-Aziz, Wächter der beiden heiligen Moscheen
- 1985 Abd Rab Al-Rasoul Saiaf (* 1945), Gelehrter, in Afghanistan Mitglied der Nord-Allianz und in Opposition zu den Taliban
- 1986 Roger Garaudy, Ahmad Husein Deedat
- 1987 Scheich Abu Bakr Mahmoud Gumi (1922–1992), islamischer Gelehrter und in den 1960er Jahren Groß-Kadi in Nord-Nigeria
- 1988 Ahmad Domocao Alonto
- 1989 Scheich Muhammad al-Ghazālī
- 1990 Khurshid Ahmed (1932–2025), pakistanischer Gelehrter und islamischer Aktivist mit weltweiten Aktivitäten, Scheich Ali Al-Tantawi (1909–1999), hoher Jurist in Syrien, islamischer Aktivist und Radio-Kommentator, aktiv in verschiedenen Unabhängigkeitsbewegungen in islamischen Staaten gegen die Kolonialherrschaft, später in Saudi-Arabien
- 1991 Abd Allah Umar Nasif (* 1939), saudi-arabischer Geologe und Präsident der  King Abd Al-Aziz Universität, Generalsekretär der World Muslim League,
- 1992 Hamed Al-Bhabid (* 1941), Premierminister von Niger
- 1993 Alija Izetbegović
- 1994 Scheich Muhammad ibn al-Uthaymin
- 1995 Scheich Gad al-Haq Ali Gad al-Haq (1917–1996), Mufti von Ägypten, Rektor der al-Azhar
- 1996 Abd Al-Rahman Humood Al-Sumait (* 1946), Arzt aus Kuwait, humanitäre Hilfe für Afrika und Gründung von islamischen Zentren in Afrika. Gründer der Africa Muslim Agency (Direct Aid Society).
- 1997 Mahathir bin Mohamad, Premierminister von Malaysia
- 1998 Abdou Diouf, Präsident des Senegal
- 1999 Jum’ah Al-Majid Abd Allah (* 1930), Philanthrop, Vereinigte Arabische Emirate, gründete mehrere Schulen und Universitäten und das Jum’ah Al-Majid Center for Culture and Heritage.
- 2000 al-Azhar
- 2001 saudi-arabisches Hochkommissariat für Schenkungen an Bosnien-Herzegowina
- 2002 Scheich Sultan bin Mohamed al-Qasimi (* 1939), Herrscher in Schardscha
- 2003 Sultan-ibn-Abd-al-Aziz-Al-Saud-Stiftung
- 2004 Feldmarschall Abd ar-Rahman Swar ad-Dahab (1934–2018), ehemaliger Präsident des Sudan
- 2005 Ahmed Mohamed Ali (* 1950), Präsident der Islamic Development Bank Group, für Verdienste um das islamische Bankwesen
- 2006 Al-Hariri-Stiftung im Libanon
- 2007 Mintimer Scharipowitsch Schaimijew, Präsident von Tatarstan
- 2008 König Abdullah ibn Abd al-Aziz, Wächter der beiden heiligen Moscheen
- 2009 Principal Shari’a Society for Cooperation Between Quran and Sunnah Scholars
- 2010 Recep Tayyip Erdoğan, türkischer Ministerpräsident
- 2011 Abdullah Ahmad Badawi (1939–2025), Premierminister von Malaysia
- 2012 Scheich Sulaiman Abd Al-Aziz Al-Rajhi (* 1920), saudi-arabischer Philanthrop, Vorstand der Al-Rajhi Bank
- 2013 Scheich Rai’d Salah Mahagna (* 1958), Vorstand der islamischen Bewegung im besetzten Palästina und in der Verwaltung der Al-Aqsa Moschee in Jerusalem
- 2014 Scheich Ahmed Lemu (* 1929), Gelehrter, Pädagoge, Erziehungsminister und Richter in Nord-Nigeria
- 2015 Zakir A. Naik (* 1965), indischer Arzt, weltweite Vorträge über den Islam und TV-Prediger unter anderem in den USA
- 2016 Scheich Saleh Abdullah bin Himeid (* 1950), hoher islamischer Rechtsgelehrter in Saudi-Arabien, Professor an der Umm Al-Qura Universität, 2009 bis 2012 Präsident des obersten Gerichts, 2000 Präsident für allgemeine Angelegenheiten der beiden heiligen Moscheen
- 2017 König Salman ibn Abd al-Aziz, Wächter der beiden heiligen Moscheen
- 2018 Irwandi Jaswir, Indonesien, Ernährungswissenschaftler; für (gentechnische) Methoden, die Herkunft von Schweinebestandteilen in Produkten nachzuweisen, für die Einhaltung der Halal-Regeln und Ersatzprodukte für den gleichen Zweck.
- 2019 International University of Africa (Khartoum, Sudan)
- 2020 Makkah-Dokument (Saudi-Arabien), 2006 bei Treffen von sunnitischen und schiitischen Geistlichen in Jeddah beschlossen im Rahmen der Organisation für Islamische Zusammenarbeit anlässlich der Auseinandersetzungen im Irak
- 2021 Mohamed bin Abdulrahman Al-Sharekh (Kuwait), für seine Beiträge zu verschiedenen Computerentwicklungen, die den Koran und andere Texte in arabischer Sprache verarbeiten
- 2022 Hassan Mahmoud Al Shafei (Ägypten), Ali Hassan Mwinyi (Tansania)
- 2023 Choi Young Kil-Hamed (Südkorea), Nasser bin Abdullah Al Zaabi (VAE)
- 2024 Japan Muslim Association, Mohammad Sammak (Libanon)
- 2025 Tebyan project, Liajlehum Association for Serving People with Disabilities (Saudi-Arabien) und Sami Abdullah Almaghlouth (Saudi-Arabien)

## Preisträger Medizin
- 1982 David C. Morley für allgemeine Gesundheitsfürsorge in der Dritten Welt
- 1983 Wallace Peters, für Malaria-Forschung
- 1984 John S. Fordtran, William Greenough III, Michael Field für Durchfallerkrankungen und deren Therapie in der Dritten Welt
- 1985 R. Palmer Beasley, Mario Rizzetto, für Virus-Hepatitis-Forschung
- 1986 Gian Franco Bottazzo, Albert Renold, Lelio Orci für Diabetes-Forschung
- 1987 Barrie Russell Jones, Vorsorge gegen Erblindung insbesondere in der Dritten Welt
- 1988 Janet Rowley, Melvin Greaves für Leukämie-Forschung
- 1989 Robert G. Edwards, Luigi Mastroianni für Reproduktionsmedizin
- 1990 André Capron, Anthony Butterworth für Schistosomiasis
- 1991 nicht vergeben (Thema waren biomedizinische Aspekte geistiger Gesundheit)
- 1992 Attilio Maseri, Erkrankung der Herzkranzgefäße
- 1993 Luc Montagnier, Jean-Claude Chermann, Françoise Barré-Sinoussi für Aidsforschung
- 1994 William French Anderson, Robert Williamson für medizinische Anwendungen der Gentechnik
- 1995 Greg Winter, Mark M. Davis, Tak Wah Mak für molekulare Immunologie
- 1996 Bengt Robertson, Tetsurō Fujiwara für Behandlung des Atemnotsyndroms Frühgeborener
- 1997 Colin L. Masters, Konrad Beyreuther, James F. Gusella für degenerative Erkrankungen des Nervensystems
- 1998 John L. Gerin, Robert H. Purcell für Forschungen an Hepatitisviren und Entwicklung von Impfstoffen
- 1999 Patrick G. Holt, Stephen T. Holgate für Asthmaforschung
- 2000 Cynthia Kenyon für Alterungsforschung
- 2001 Roy Yorke Calne, Norman Shumway, Thomas E. Starzl für Organtransplantation
- 2002 Finn Waagstein, Eugene Braunwald für Pathophysiologie chronischer Herzinsuffizienz
- 2003 Umberto Veronesi, Axel Ullrich für Brustkrebsforschung
- 2004 Ulrich Sigwart für invasive Kardiologie
- 2005 Richard Doll, Richard Peto für Erforschung der Tabakrisiken für die Gesundheit
- 2006 Michael Anthony Gimbrone für Biologie vaskulärer Entzündungen
- 2007 Fernand Labrie, Patrick Craig Walsh für Forschungen zum Prostata-Krebs
- 2008 Donald Trunkey, Basil A. Pruitt für Trauma-Behandlung
- 2009 Ronald Levy für molekulare Krebstherapie
- 2010 Reinhold Ganz, Jean-Pierre Pelletier, Johanne Martel-Pelletier für Arthritis-Forschung
- 2011 James Alexander Thomson, Shin’ya Yamanaka für Stammzellenforschung
- 2012 Richard L. Berkowitz, James Bruce Bussel für minimal-invasives Management bei Föten
- 2013 Jeffrey M. Friedman, Douglas Leonard Coleman für ihre Arbeiten über Fettleibigkeit und Körpergewichtsregulierung
- 2014 Dennis Lo für nichtinvasive pränatale Diagnostik über fötale DNA im Blutplasma der Mutter
- 2015 Jeffrey Ivan Gordon für seine Arbeiten zum Mikrobiom des Menschen und seiner Bedeutung für die Gesundheit
- 2016 Joris Veltman, Han Brunner für neuartige Methoden zur DNA-Analyse
- 2017 Tadamitsu Kishimoto für biologische Therapeutika bei Autoimmunerkrankungen
- 2018 James P. Allison für seinen herausragenden Beitrag zur Entwicklung des Bereichs der Immuntherapie von Krebs
- 2019 Steven L. Teitelbaum, Björn Reino Olsen für ihre Beiträge in der Knochenbiologie und zur Osteoporose
- 2020 Stuart H. Orkin für seine Forschungen zur molekularen Entwicklung und Genetik von Blutzellen
- 2021 Stephen Mark Strittmatter, Robin James Milroy Franklin für ihre Beiträge zur regenerativen Medizin bei neurologischen Erkrankungen
- 2022 David Ruchien Liu für grundlegende Beiträge zu Gene Editing Technologies.
- 2023 Dan Hung Barouch, Sarah Catherine Gilbert für die Entwicklung neuartiger Impfstoff- und Behandlungsstrategien gegen mehrere Krankheitserreger von globaler Bedeutung.
- 2024 Jerry Mendell für seine Beiträge zur Erkennung und Behandlung neurodegenerativer Erkrankungen
- 2025 Michel Sadelain für Cellular Therapy

## Preisträger Wissenschaft
- 1984 Gerd Binnig, Heinrich Rohrer (Physik)
- 1986 Michael Berridge (Biochemie)
- 1987 Michael Francis Atiyah (Mathematik)
- 1988 Ricardo Miledi, Pierre Chambon (Biologie)
- 1989 Theodor Hänsch, Ahmed Zewail (Physik)
- 1990 Raymond Lemieux, Frank Albert Cotton, Mostafa El-Sayed (Chemie)
- 1992 Sydney Brenner (Biologie)
- 1993 Herbert Walther, Steven Chu (Physik)
- 1994 Dennis Sullivan (Mathematik)
- 1995 Barry Sharpless (Chemie)
- 1996 Günter Blobel, Hugh Pelham, James Rothman (Biologie)
- 1997 Carl E. Wieman, Eric A. Cornell (Physik)
- 1998 Andrew Wiles (Mathematik)
- 1999 Ryōji Noyori, Dieter Seebach (Chemie)
- 2000 Craig Venter, Edward O. Wilson (Biologie)
- 2001 Sajeev John, Chen Ning Yang (Physik)
- 2002 Yuri Manin, Peter Shor (Mathematik)
- 2003 Frederick Hawthorne, Kōji Nakanishi (Chemie)
- 2004 Semir Zeki (Biologie)
- 2005 Federico Capasso, Anton Zeilinger, Frank Wilczek (Physik)
- 2006 Simon Donaldson, M. S. Narasimhan (Mathematik)
- 2007 Fraser Stoddart (Chemie)
- 2008 Rüdiger Wehner (Biologie)
- 2009 Richard Henry Friend, Rashid Sunyaev (Physik)
- 2010 Enrico Bombieri, Terence Tao (Mathematik)
- 2011 George Whitesides, Richard N. Zare (Chemie)
- 2012 Alexander Varshavsky (Biologie)
- 2013 Paul B. Corkum, Ferenc Krausz (Physik)
- 2014 Gerd Faltings (Mathematik)
- 2015 Omar Mwannes Yaghi, Michael Grätzel (Chemie)
- 2016 Vamsi Krishna Mootha, Stephen Philip Jackson (Biologie)
- 2017 Daniel Loss, Laurens Molenkamp (Physik)
- 2018 John M. Ball (Mathematik)
- 2019 Allen J. Bard, Jean Fréchet (Chemie)
- 2020 Xiaodong Wang (Biologie)
- 2021 Stuart Stephen Papworth Parkin (Physik)
- 2022 Martin Hairer, Nader Masmoudi (Mathematik)
- 2023 Jackie Yi-Ru Ying, Chad Alexander Mirkin (Chemie)
- 2024 Howard Chang (Biologie)
- 2025 Sumio Iijima (Physik)

## Preisträger Arabische Sprache und Literatur
- 1979 nicht vergeben (Studien zu zeitgenössischer arabischer Dichtung)
- 1980 Ihsan Abbas, Abd Al-Qadir Al-Qit, Studien in zeitgenössischer arabischer Dichtung
- 1981 Abd Al Salam Harun, Herausgabe von literarischen Manuskripten des 8. und 9. Jahrhunderts.
- 1983 Ahmad Shawqi Daif, Studien zu alter arabischer Literatur des 8. und 9. Jh.
- 1984 Mahmoud M. Shaker, Studien zu arabischer Literatur des 11. Jh.
- 1985 nicht vergeben (Studien zu altarabischer Literaturkritik)
- 1986 Mohammad Bahjat Al-Athari, Studien zu arabischer Literatur des Mittelalters
- 1987 nicht vergeben (Studien zu moderner arabischer Prosa)
- 1988 Mohammad Bin Sharifah, Mahmoud Y. Makki, Studien zur arabischen Literatur in Andalusien
- 1989 Yousef A. Kuhlaif, Shaker Al-Fahham, Studien zu arabischen Dichtern Ende des 9. Jh.
- 1990 Yahia M. Haqqi, Kurzgeschichten
- 1991  Abd Al Tawwab Yousef, Ahmad M. Najeeb, Ali Abd Al-Quadir Al Siqilli, Kinderbücher
- 1992 Abd Alfattah Shukri Ayyad, Mohammad Mustafa Badawi, Übersetzungen literarischer und kritischer Studien ins Arabische
- 1993 nicht vergeben (Theater)
- 1994 Wadad Afif Kadi, Aisha Abd Al Rahman Studien zu alter arabischer Dichtung
- 1995 Salma Lutfi Al-Haffar Al-Kowzbari, Mohammad Abu Al-Anwar Mohammad Ali,  Hamdi Sayyid Ahmed El Sakkout, Studien zu bedeutenden zeitgenössischen arabischen Autoren
- 1996 Scheich Hamad Bin Mohamad Al Jasir Studien zu frühen arabischen Reisenden und deren Schriften
- 1997 (Studien über moderne arabische Erzählung), 1998 (zeitgenössische Autobiographien arabischer Literaten) nicht vergeben
- 1999 Said Abd Al-Salam Allouche, vergleichende Studien zu arabischer und anderer Literatur
- 2000 Izz Ad-Din Ismail, Abd Allah Al-Tayyeb, Studien zu früher arabischer Literaturkritik
- 2001 Mansour Ibrahim Al Hazmi, Ibrahim Abd al-Rahim Al Saafin Studien zu moderner arabischer Prosa
- 2002 Husni Mahmoud Hussein, Husam Aldin Al-Khatib, Studien zu moderner palästinensischer Literatur
- 2003 nicht vergeben (Studien über die Definition von Begriffen der Literaturkritik in der arabischen Literatur)
- 2003 Hussain M. Nassar, Erhaltung des klassischen Arabischen im 12. Jh.
- 2005 nicht vergeben (Studien zu arabischer Prosa des 11. und 12. Jh.)
- 2006 Tammam Hassan Omar, Abdelkader Fassi Fehri, Arabisch in moderner Linguistik
- 2007 Mustafa A. Nasif, Muhammad A. Al-Omari, Studien zu altarabischer Rhetorik
- 2008 Muhammad Rachad Hamaoui, terminologische Fragen des Arabischen
- 2009 Abd Al-Aziz Bin Nasir Al-Manie, Verifizierung von Dichtung, Prosa und Anthologie im arabischen Mittelalter
- 2010 Abderrahman El-Houari Hadj-Saleh, Ramzi Mounir Baalbaki, Studien zum Denken über arabische Grammatik
- 2011 nicht vergeben (Studien zu Erneuerungstendenzen in arabischer Dichtung bis zum 14. Jh.)
- 2012 Nabil Ali Mohamed, Ali Helmy Ahmed Moussa, Computerverarbeitung des Arabischen
- 2013 Arabic Language Academy Cairo, Kairo
- 2014 Abdullah Ibrahim, Studien zur modernen arabischen Erzählung
- 2015 nicht vergeben (Arabisierung in Naturwissenschaft und Medizin)
- 2016 Mohamed Abdalmotaleb Mostafa, Mohammed El-Ghazouani Miftah, Analyse arabischer Dichtung
- 2017 Arabic Language Academy of Jordan, für Arabisierung in Naturwissenschaft und Technik
- 2018 Chokri Mabkhout, Tunesien (Autobiographie in arabischer Literatur)
- 2019 Abdelali Mohamed Oudrhiri (Marokko, Linguist und Dichter), Mahmoud Fahmy Hegazi (Ägypten, Linguist), arabische Sprache und zeitgenössische Herausforderungen
- 2020 Michael G. Carter (Australien) für linguistische Studien des Arabischen in anderen Sprachen
- 2021 Mohamed Mechbal (Marokko), für die Entwicklung eines wissenschaftlichen Programms zur Rhetorik
- 2022 Suzanne Stetkevych (USA), Muhsin Al-Musawi (USA), für Arabische Literaturstudien in English
- 2023 Abdelfattah Kilito (Marokko)
- 2024 nicht vergeben
- 2025 nicht vergeben

## Preisträger Islamwissenschaft (Islamic Studies)
- 1979 Fuat Sezgin Studien zum Einfluss muslimischer Gelehrter auf die europäische Zivilisation
- 1980 Mohamad Mustafa Al-A’Azami, Studien zum Hadith
- 1981 nicht vergeben (sollte für Studien zur Rolle der Sharia im Wiederaufbau der Gesellschaft vergeben werden)
- 1982 Mohammad Najatullah Siddiqui, für Studien zu aktuellen Wirtschaftsproblemen aus islamischer Sicht
- 1983 Mohammad A. Odaimah, Koran-Studien
- 1984 Scheich Mustafa Al Zarka’a, Studien zu islamischer Jurisprudenz
- 1985 Mohammad R. Salim, Farouk A. Al-Desouki, Mustafa M. Hilmi Suliman, Studien und Editionen über islamische Doktrin
- 1986 Abd Al-Aziz A. Al-Duri, Studien zur Geschichte des Islam
- 1987 nicht vergeben (internationale Beziehungen im Islam)
- 1988 Miqdad Yalçin, Muhammad Kotb Shathly, Studien zur islamischen Erziehung
- 1989 Saleh Ahmed Al-Ali, Studien zu islamischen Städten
- 1990 Al-Seddiq M. Al-Darir, Muhammad Umer Chapra Finanzgeschäfte nach der Sharia
- 1991 nicht vergeben (Ausdehnung des Islam über bisherige Grenzen der islamischen Welt hinaus)
- 1992 nicht vergeben (Ursprünge von Forschungsmethoden in der Gegenwart)
- 1993 Hasan As-Sa’ati Abd Al-Aziz, muslimische Errungenschaften in der Soziologie
- 1994 Yousef A. Al-Qaradawi, Scheich El-Sayyid Sabiq At-Tihami, Studien zum islamischen Recht
- 1995 nicht vergeben (thematischer Kommentar zum Koran)
- 1996 Akram Dia’a Al-Umari, Studien zum Leben des Propheten Mohammed
- 1997 Abd Alkarim Zedan Biej, Studien zur Rolle von Frauen im Islam
- 1998 Yahia Mahmoud Bin Junaid, Abd Alsattar Al-Halwaji, Studien zur Entwicklung des Buchs und von Bibliotheken im Islam
- 1999 Scheich Mohammad Nasir Ad-Din Al-Albani, Studium des Hadith und dessen Verifikation und Authentifizierung
- 2000 Mohammad Muhar Ali, Ausbreitung und kultureller Einfluss des Islam außerhalb der arabischen Welt
- 2001 nicht vergeben (juristisches Thema: islamische Urteile ohne Präzedenzfälle)
- 2002 nicht vergeben (juristisches Thema, Objekte islamischer Gesetzgebung)
- 2003 Izz El-Din Omer Mousa, Ibrahim Abu Bakr Harakat, Geschichte islamischer Ökonomie
- 2004 Ali A. G. M. Nadvi, Yacoub A. Al Bahussain, Grundlagen islamischer Jurisprudenz
- 2005 Carole Hillenbrand, Studien zur muslimischen Verteidigung in ihren Heimatländern im 11. und 12. Jh.
- 2006 nicht vergeben (Ursprünge islamischer Jurisprudenz)
- 2007 Roshdi Rashed, muslimische Beiträge zu Naturwissenschaft und Technik
- 2008 nicht vergeben (Regeln für internationale Beziehungen in Krieg und Frieden im Islam)
- 2009 Abessalam M. Cheddadi, Studien muslimischer Gelehrter zum Konzept des Imran (Zivilisationszyklen)
- 2010 nicht vergeben (Studien zum Waqf)
- 2011 Muhammad Adnan Bakhit Al-Sheyyab, Halil Ibrahim Inalcik sozioökonomische Aspekte der islamischen Welt in der Historie
- 2012 Halil Ibrahim Inalcik, Menschenrechte im Islam
- 2013 nicht vergeben (islamische Strafgesetze)
- 2014 Abdulwahab Abou Sulaiman, kulturelles Erbe von al-Madina al-Munawwara
- 2015 Abdulaziz Bin Abdulrahman Kaki, kulturelles Erbe von al-Madina al-Munawwara
- 2016 Abdullah bin Yousif Al-Ghunaim, geographisches Erbe des Islam
- 2017 Ridwan Al-Sayyid, muslimisches politisches Denken ab dem 15. Jh.
- 2018 Bashar Awad, Jordanien, kritische Editionen historischer und biographischer Texte
- 2019 nicht vergeben (Ziele des islamischen Rechts)
- 2020 Mohammed Hashim Ghosheh, Jordanien, islamisches Erbe von Jerusalem (Alquds)
- 2021 nicht vergeben (Schenkung im Islam)
- 2022 nicht vergeben
- 2023 Robert Hillenbrand, Großbritannien
- 2024 Wael Hallaq, Vereinigte Staaten
- 2025 Said Faiz Alsaid, Saudi-Arabien, und Saad Abdulaziz Alrashid, Saudi-Arabien, archäologische Studien auf der arabischen Halbinsel